# Trochosippa minor
Trochosippa minor är en spindelart som först beskrevs av Cândido Firmino de Mello-Leitão 1941. 
Trochosippa minor ingår i släktet Trochosippa och familjen vargspindlar. Inga underarter finns listade i Catalogue of Life.